# Нижњи Тагил
Нижњи Тагил (рус. Нижний Тагил) град је у Русији у Свердловској области. Велики индустријски град и важно железничко и друмско чвориште. Основан 1722. године као рударско насеље, ту jе била смештена фабрика ливеног гвожђа. Сада највећа градска предузећа су Уралвагонзавод (бави се производњом тенкова и других борбених средстава) и Евраз-НТМК (бави се металургијом).
Према попису становништва из 2010. у граду је живело 361.883 становника.

## Становништво
Према прелиминарним подацима са пописа, у граду је 2010. живело 361.883 становника, 28.615 (7,33%) мање него 2002.
| 1939.   | 1959.   | 1970.   | 1979.   | 1989.   | 2002.   | 2010.   |
| ------- | ------- | ------- | ------- | ------- | ------- | ------- |
| 159.867 | 338.501 | 378.410 | 398.146 | 439.521 | 390.498 | 361.811 |

## Међународна сарадња
- Хеб, Чешка
- Новокузњецк, Русија
- Брест, Белорусија
- Чатануга, Сједињене Америчке Државе
- Франтишкове Лазње, Чешка
- Маријанске Лазње, Чешка